# Leanna Carriere
Leanna Carriere, d. Wellwood (ur. 3 kwietnia 1985) – kanadyjska lekkoatletka specjalizująca się w skoku o tyczce.

## Osiągnięcia
- brązowy medal igrzysk frankofońskich (Bejrut 2009)[1]
- międzynarodowa mistrzyni Nowej Zelandii (Christchurch 2010)[2]
- medalistka mistrzostw Kanady[3]

## Rekordy życiowe
- Skok o tyczce – 4,10 (2009)